# Makedonska Kamenica
Makédonska Kaménitsa (macedonio: Македонска Каменица [maˈkɛdɔnska kaˈmɛnitsa]) es una villa de Macedonia del Norte, capital del municipio homónimo.
En 2002 tenía 5147 habitantes, lo cual supone dos terceras partes de la población municipal. Su población se compone en un 99% por macedonios.
Recibe su nombre de un río cercano y es mencionada en los registros otomanos desde el siglo XVI. Se sitúa cerca de importantes minas que fueron explotadas por romanos y sajones.
Se ubica sobre la carretera A3 entre Kočani y Delčevo.